# Loma Bonita, Michoacán de Ocampo
Loma Bonita är en ort i Mexiko.   Den ligger i kommunen Buenavista och delstaten Michoacán de Ocampo, i den södra delen av landet, 400 km väster om huvudstaden Mexico City. Loma Bonita ligger 265 meter över havet och antalet invånare är 144.
Terrängen runt Loma Bonita är varierad. Runt Loma Bonita är det ganska glesbefolkat, med 38 invånare per kvadratkilometer. Närmaste större samhälle är Felipe Carrillo Puerto, 13,3 km nordväst om Loma Bonita. Omgivningarna runt Loma Bonita är en mosaik av jordbruksmark och naturlig växtlighet.